# Lucius Jeremiah Gartrell

Lucius Jeremiah Gartrell

Lucius Jeremiah Gartrell (* 7. Januar 1821 in Washington, Georgia; † 7. April 1891 in Atlanta, Georgia) war ein US-amerikanischer Politiker, Jurist und Brigadegeneral der Konföderierten Staaten von Amerika im Sezessionskrieg.

## Leben
Gartrell wurde 1821 in Georgia als Sohn eines Plantagenbesitzers geboren. Nach seiner normalen Schulzeit besuchte er zunächst das Randolph-Macon College in Ashland, Virginia, danach das Franklin College, heute bekannt als Franklin College of Arts and Sciences, das damals das erste errichtete Gebäude der University of Georgia in Athens war. 1842 wurde Gartrell als Anwalt zugelassen, begann in seiner Heimatstadt Washington zu praktizieren und betätigte sich in der Politik. Im folgenden Jahr wurde er Generalbundesanwalt für den nördlichen Bezirk von Georgia. 1847, als er in das Repräsentantenhaus von Georgia gewählt wurde, gab er dieses Amt auf. 1856 wurde Gartrell als Demokrat in das US-Repräsentantenhaus gewählt und 1858 in seinem Amt bestätigt.

## Sezessionskrieg
1861 legte Gartrell alle öffentlichen Ämter nieder und bildete das 7. Georgia Freiwilligen Infanterieregiment, das Teil der Armee der Südstaaten wurde. Er selbst wurde zum Colonel ernannt. Mit dieser Einheit nahm er am 21. Juli 1861 an der Ersten Schlacht am Bull Run teil. Im November 1861 wurde Gartrell in den ersten Kongress der Konföderierten gewählt und betätigte sich von nun an wieder in der Politik, wo er auch verschiedenen Ausschüssen angehörte und zu den stärksten Unterstützern von Jefferson Davis zählte. Etwa Mitte 1864 übernahm er wieder seine Tätigkeit als Offizier, bildete vier Regimenter aus Reservisten und wurde am 22. August 1864 zum Brigadegeneral ernannt. Mit diesen vier Regimentern hielt er Generalmajor William T. Sherman auf seinem Marsch entlang Georgias Küste nach South Carolina auf, kämpfte erfolgreich bei Coosawhatchie und unterstützte William Joseph Hardee bei Savannah, wobei er schwer verwundet wurde. Seine Genesungszeit verbrachte er in Augusta, wo er auch die Mitteilung über das Kriegsende erhielt.
Nach dem Bürgerkrieg zog Gartrell nach Atlanta, eröffnete wieder eine Anwaltspraxis und betätigte sich weiterhin in der Politik. 1877 wurde er Mitglied der Verfassunggebenden Versammlung („Constitutional Convention“) von Georgia. 1882 kandidierte er für den Posten des Gouverneurs, verlor aber gegen Alexander Hamilton Stephens, den ehemaligen Vizepräsidenten der Konföderierten.